# Romería del Pino
La Romería de Nuestra Señora del Pino o Romería del Pino se trata de una manifestación religiosa y popular en honor de la Virgen del Pino. La romería ofrenda se realiza cada 7 de septiembre, vísperas de la festividad de la Virgen del Pino, en la Villa Mariana de Teror. Se trata de una romería impulsada por el cronista oficial de Gran Canaria, Néstor Álamo.

## La Virgen del Pino
La Virgen del Pino se encuentra en la Basílica de Nuestra Señora del Pino, que se halla en el municipio de Teror en la isla de Gran Canaria. Se ubica en el camarín de la basílica de Nuestra Señora del Pino.
La imagen de la Virgen se trata de una talla realizada en madera policromada de 144 cm en la que, se representa a la Virgen María adolescente, sosteniendo al Niño en sus brazos. La talla está atribuida a Jorge Fernández, es una de las tallas más antiguas que posee el archipiélago canario, puesto que la imagen data del siglo XVI.

## Historia
La romería de Nuestra Señora del Pino, se lleva celebrando paulatinamente desde 1952, año en el que el folklorista y cronista de Gran Canaria, Néstor Álamo con la colaboración del cabildo insular de Gran Canaria decidió crear un acto que reuniese a todos municipios y pueblos de Gran Canaria en torno a la Virgen, debido al hecho que de por aquellos años la fiesta de la Virgen del Pino había decaído paulatinamente en participación popular, y se ideó este acto para relanzar y engrandecer la festividad. Para ello, Néstor Álamo tomó como referencia la Romería de San Benito Abad de San Cristóbal de La Laguna en la isla de Tenerife.
A medida de los años, la romería del Pino fue convirtiéndose en un acto, que pasó a desarrollarse de nivel local a nivel insular, convirtiéndose así en la romería popular de la isla de Gran Canaria.

## Representación
A la romería-ofrenda de la Virgen del Pino de Teror acude una representación individual de todos los municipios de la isla de Gran Canaria, del Cabildo de Gran Canaria y del municipio de Candelaria, hermanado con el municipio de Teror desde 1991. 
Dicha romería sale el día 7 de septiembre del Castañero Gordo y llega a las puertas de la basílica, donde se encuentra la imagen de la Virgen.
El obispo de la diócesis de Canarias, preside la romería delante de la Virgen del Pino. Gesto llevado a cabo por el patronazgo establecido en el año 1914, en el que Pío X, la declara patrona principal de la Diócesis de Canarias (la cual engloba a la provincia de Las Palmas).
Cada ofrenda municipal tiene su significado propio que conlleva un diseño oficial de la carreta y la ofrenda específica.